# تاريخ السحر
يشير تاريخ السحر إلى التاريخ الكامل للأحداث التي كان حدوثها مستحيلًا من وجهة نظر شخص ما، ولكن قد يوجد تفسير منطقي من وجهة نظر شخص آخر. إذا كان الفرد يؤدي عرضًا ما، كالعروض الترفيهية، يُشار إلى هذا العرض عادة على أنه وهم أو خدعة سحرية. يمكن أن يشير ذلك أيضًا إلى الحالات التي يكون فيها لدى الأشخاص أو الثقافات تداخل شديد بين السحر والدين. يُمثل ذلك في بعض الحضارات بالدين الشعبي أو الخرافة أو بإيمان قوي آخر بالكينونة فوق الطبيعة التي يُعبر عنها باسم السحر. في بعض الحالات، يمثل ذلك فهمًا خاطئًا أو ناقصًا للعلم المحيط بالأحداث، ما ينتج عنه تعبيرات المعرفة التقليدية أو التفكير السحري.

## الممارسون القدماء

### بلاد الرافدين
اعتُمد على السحر في العديد من ضروب الطقوس والصيغ الطبية، ولإبطال النذائر الشريرة. كان السحر الوقائي أو الشرعي في  بلاد الرافدين (آسيبوتو أو ماسماسوتو باللغة الأكدية) تعاويذ وممارسات طقسية غايتها تعديل حقائق معينة. اعتقد الرافديون القدماء أن السحر هو الدفاع الفعال الوحيد أمام  العفاريت والأشباح والمشعوذين الأشرار. لحماية أنفسهم من أولئك الذين أخطأوا بحقهم، كانوا يتركون أضاحي تُعرف باسم كيسبو في قبر الشخص آملين استرضاءه. وإذا ما فشل ذلك، كانوا في بعض الأحيان يدفنون تُميثيلًا للمتوفى في الأرض، طالبين من الآلهة إهلاك الروح أو إجبارها على ترك الشخص وشأنه.
استخدم الرافديون القدماء السحر أيضًا لحماية أنفسهم من المشعوذين الأشرار الذين من الممكن أن ينزلوا اللعنات عليهم. لم يكن السحر الأسود موجودًا تصنيفًا في  بلاد الرافدين القديمة، وكان الشخص الذي يستخدم السحر شرعيًا ليدافع عن نفسه أمام السحر غير الشرعي يستخدم التقنيات نفسها بالضبط. كان الفارق الكبير الوحيد هو حقيقة أن اللعنات تُطبق في السر، بينما تجري عملية مجابهة الشعوذة على الملأ وأمام جمهور إذا أمكن. كانت إحدى طقوس عقاب المشعوذ تُعرف باسم ماكلو، أو «الحرق». كان الشخص الذي يُرى أنه مُبتلى بالسحر يصنع دُمية للمشعوذ ويخضعها للمحاكمة في الليل. ثم حالما تُقرر طبيعة جرائم المشعوذ، يحرق الشخص الدمية وبالتالي يكسر سيطرة المشعوذ عليه.
كان الرافديون القدماء يؤدون طقوسًا سحرية لتطهير أنفسهم من الآثام التي ارتكبوها سهوًا. كان أحد هذه الطقوس يُعرف باسم سوربو، أو «الحرق»، حيث ينقل مُلقي التعويذة إثم كل ذنوبه إلى أشياء مختلفة كعنقود تمر وبصلة وحزمة صوف. ثم يحرق الشخص الأشياء وبالتالي يطهر نفسه من كل الآثام التي ربما ارتكبها سهوًا. كان ثمة نوع كامل من تعاويذ الحب. كان يُعتقد أن تعاويذ مثل هذه تتسبب بوقوع شخص ما بحب شخص آخر، أو استعادة حب تلاشى، أو جعل الشريك الجنسي الذكر قادرًا على المحافظة على الانتصاب وقد كان قبل ذلك عاجزًا عنه. استُخدمت بقية التعاويذ لمصالحة رجل مع آلهته الراعية أو مصالحة امرأة مع زوجها الذي يتجاهلها.
لم يميز الرافديون القدماء البتة بين العلوم العقلانية والسحر. عندما كان يمرض شخص ما، كان الأطباء يصفون له صيغًا سحرية تتلى عليه وعلاجات طبية في نفس الوقت. كان القصد أن تؤدى معظم الطقوس السحرية على يد آشيبو، وهو خبير في الفنون السحرية. كانت المهنة تُنقل من جيل إلى جيل في العادة، وكانت تحظى بأشد الاحترام وغالبًا ما يشغل حاملوها منصب مستشارين للملوك والقادة العظماء. في غالب الأحيان لم يكن الآشيبو ساحرًا وحسب، بل طبيبًا وكاهنًا ونساخًا وعالمًا.
كان الإله السومري إنكي، الذي دُمج لاحقًا بالإله السامي الشرقي إيا، مرتبطًا ارتباطًا وثيقًا بالسحر والتعاويذ، إذ كان الإله الراعي للبارو والآشيبو وكان يُعد على نطاق واسع المصدر المطلق للمعرفة السرية كلها. آمن الرافديون القدماء أيضًا بالنذائر، والتي يمكن أن تظهر باستجداء أو بدونه. وبصرف النصر عن طريقة ظهور النذائر، كانت تؤخذ بمنتهى الجدية.
نرى مجموعة شائعة من الافتراضات المشتركة المتعلقة بأسباب الشر وطريقة تفاديه في هيئة سحر وقائي قديم يُسمى زبدية التعاويذ أو زبدية السحر. كانت الزبادي تُنتج في الشرق الأوسط، ولا سيما في الجزيرة الفراتية وسوريا، وما يعرف اليوم بالعراق وإيران، وكانت رائجة جدًا ما بين القرنين السادس والثامن. كانت الزبادي تُدفن ووجهها إلى الأسفل بنية أسر الشياطين. عادة ما كانت توضع تحت الأعتاب، وفي الفناءات، وفي أركان المنازل المُبتلاة مؤخرًا وفي المقابر.

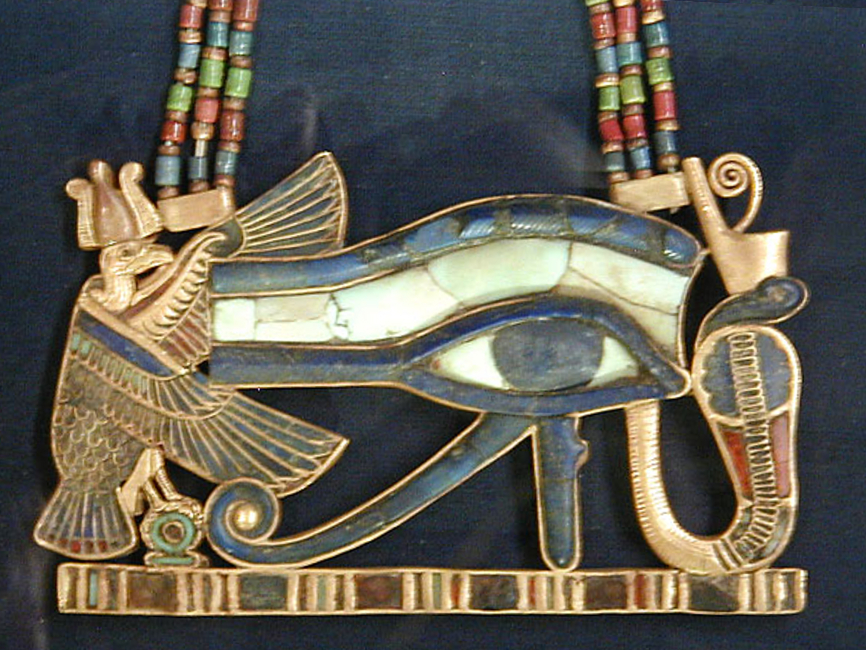
قلادة عين حورس من مصر القديمة.

### مصر
في مصر القديمة (كيميت في اللغة المصرية)، كان السحر (متجسدًا بالإله حكا) جزءًا لا يتجزأ من الدين والحضارة التي نعرفها من خلال مجموعة ضخمة من النصوص التي أنتجتها التقاليد المصرية.
في حين أن تصنيف السحر جدليّ في علم المصريات الحديث، ثمة دعم واضح من المصطلحات القديمة لإمكانية تطبيقه. كان الحكا يُعد محايدًا أخلاقيًا ويُطبق في الممارسات والمعتقدات لكل من المصريين والأجانب على حد سواء. تُبلغنا التعليمات الموجهة للملك مري كا رع بأن حكا كان نعمة منّ بها الخالق على الإنسانية «...ليكون سلاحًا يصد نوائب الدهر».
كان السحر يُمارس على أيدي كل من السلالات الكهنوتية المتعلمة والمزارعين والرعاة الأميين، وكان مبدأ الحكا أساس الأنشطة الطقسية كلها، سواء في المعابد أم في الأماكن الخاصة.
يتمركز مبدأ الحكا الرئيس حول قوة الكلمات في إبراز الأشياء إلى حيز الوجود. يشرح كارينغا القوة المحورية للكلمات ودورها الوجودي الحيوي بصفتها أداة أساسية استخدمها الخالق لإبراز العالم الظاهر إلى الوجود. نظرًا إلى أنه كان من المفهوم أن البشر يشاركون الآلهة طبيعتها الإلهية (صور الآلهة)، فإنهم يشاركونها نفس القدرة على استخدام الكلمات بصورة خلاقة.